# Slag bij Delium
De Slag bij Delium vond plaats in 424 v.Chr. tussen Athene en Thebe. Het was een van de veldslagen in de Peloponnesische Oorlog.
In 424 v.Chr. ging de Atheense vloot met een expeditieleger onder Hippocrates aan land in Boeotië. De Atheners bouwden een versterkte nederzetting bij de Tempel van Delium en er werd een garnizoen gelegerd. In Thebe
voelde men zich bedreigd en zond een Boeotisch leger met 7.000 hoplieten, 1.000 cavaleristen en 1.000 peltasten
onder Pagondas naar Delium. Toen de veldslag begon, vormde Thebe de rechtervleugel en
Thespiae, Orchomenus en lichte legereenheden uit Tanagra de linkervleugel. Hippocrates stelde het
Atheense leger op aan de rechtervleugel en Alcibiades met zijn bondgenoten (8.000 man) op de linkervleugel.
Terwijl Hippocrates het Atheense leger moed in sprak, vielen de Boeotiërs onverwachts over de gehele linie aan
en het centrum van de Atheners werd doorbroken. De Thespianen op de linkervleugel werden omsingeld.
Pagondas stuurde de cavalerie om het Thespiaanse contigent te ontzetten, de Atheners moesten in wanorde het slagveld verlaten. Tijdens de bloedige gevechten sneuvelde Hippocrates. Athene, verloor 1.200 man en Thebe 500 man.
De nederzetting bij Delium werd geëvacueerd en afgebrand door de Boeotiërs, weken daarna probeerde Demosthenes de Tempel bij Delium te heroveren. Hij landde met een Atheens leger bij Sicyon en werd in een ongelijke strijd wederom door 4.100 hoplieten van Boeotië en Korinthië verslagen. Athene verloor 200 man.